# Gönlung Champa ling
Le monastère Gönlung Champa ( Wylie : dgon lung byams pa gling, THL : Gönlung Champa ling ; nom original en chinois : 郭隆寺 ; pinyin : guōlóng sì, nom actuel 佑宁寺, yòuníng sì) est un monastère Gelugpa du Xian autonome tu de Huzhu, habitée par les Tu ou Monguour, dans la province du Qinghai, en Chine. Il est classé depuis 2004 sur la liste des sites historiques et culturels majeurs protégés au niveau national.

## Histoire
Le monastère a été fondé en 1604 par Gyeltse Donyo Chokyi Gyatso,. Gönlung Jampa Ling abrita le premier séminaire Geluk dans le nord-est du Tibet et fut le siège d'un certain nombre de lamas importants et de haut rang, y compris les lignées d'incarnation Changkya et Thuken.
Il fut détruit en 1724, par l'armée mandchoue pendant l'attaque menée par Lobsang Danjin, puis reconstruit en 1732.